# Paraleptomys wilhelmina
Paraleptomys wilhelmina is een knaagdier uit het geslacht Paraleptomys dat voorkomt op Nieuw-Guinea. Deze soort leeft op 1800 tot 2800 m hoogte in de Centrale Cordillera van het eiland. Het dier is gevonden in het Sneeuwgebergte, Wilhelminatop en de Tifalmin-vallei in westelijk Papoea-Nieuw-Guinea. In het Sneeuwgebergte, beneden 2200 m hoogte, komt nog een tweede, onbeschreven soort voor, die pas recentelijk als zodanig is geïdentificeerd. De Wopkaimin, een volk uit Papoea-Nieuw-Guinea, noemen dit dier mogelijk "awanbitbit". In het Sneeuwgebergte komt het dier veel voor.
Deze soort is kleiner dan de andere soort van het geslacht, P. rufilatus, en mist de witte keel en oranje flanken die karakteristiek zijn voor die soort. De kop-romplengte bedraagt 105 tot 126 mm, de staartlengte 125 tot 135 mm, de achtervoetlengte 27 tot 31 mm, de oorlengte 17 tot 18 mm en het gewicht 31 tot 35 gram.